# غابرييل هاميلتون
غابرييل هاميلتون (بالإنجليزية: Gabrielle Hamilton)‏ هي طاهية وطباخة أمريكية، ولدت في القرن العشرين في نيو هوب في الولايات المتحدة.

## وصلات خارجية
- غابرييل هاميلتون على موقع IMDb (الإنجليزية)
- غابرييل هاميلتون على موقع قاعدة بيانات الفيلم (الإنجليزية)